# IC 3349
IC 3349 је елиптична галаксија у сазвјежђу Дјевица која се налази на листи објеката дубоког неба у Индекс каталогу.
Деклинација објекта је + 12° 27' 14" а ректасцензија 12h 26m 47,1s. Привидна величина (магнитуда) објекта IC 3349 износи 13,9 а фотографска магнитуда 14,9. Налази се на удаљености од 18,71 милиона парсека од Сунца. IC 3349 је још познат и под ознакама CGCG 70-81, VCC 940, PGC 40744.